# Heriberto Herrera
Heriberto Herrera Udrizal (Guarambaré, 24 aprile 1926 – Asunción, 26 luglio 1996) è stato un calciatore e allenatore di calcio paraguaiano, di ruolo difensore.
Tecnico dal carattere severo e inflessibile, nonché assertore di una rigida disciplina tattica e comportamentale, legò il suo nome al credo calcistico del movimiento – anticipando attraverso esso concetti poi portati alla ribalta dal calcio totale quali il pressing, l'assenza di posizioni fisse sul campo e il continuo movimento senza palla dei giocatori – che trovò la più fruttuosa applicazione nella cosiddetta Juve Operaia degli anni 1960.
Era colloquialmente soprannominato HH2 per distinguerlo dal più noto collega Helenio Herrera, quest'ultimo già famoso come HH; per il giornalista italiano Gianni Brera il paraguaiano era invece Accacchino, contrapposto all'Accaccone franco-argentino.

## Caratteristiche tecniche

### Giocatore
Impiegato come difensore, si espresse al meglio nel ruolo di stopper.

### Allenatore
(Roberto Beccantini, 2013)
Salì alla ribalta da tecnico come fautore del cosiddetto movimiento. Tra i precursori nel suo genere, si trattava di un sistema di gioco corale e votato alla difesa, una sorta di zona latinoamericana dove la corsa contava più della tecnica, con giocatori senza ruoli fissi in campo bensì con precisi movimenti da seguire, attaccando gli spazi e sfiancando gli avversari attraverso l'arma del pressing.
Per applicare al meglio tali dettami, Herrera aveva nella cultura del lavoro e nella rigida disciplina – sia tattica sia comportamentale – i suoi cardini, rifuggendo quindi dagli individualismi tipici di solisti o campioni; di fatto più preparatore atletico che allenatore, si guadagnò per questo gli appellativi di ginnasiarca democratico o sergente di ferro, scevro da privilegi e insubordinazioni che non tollerava tanto in allenamento quanto in partita, non lesinando quando necessario le maniere forti per «risolvere da uomini» i dissidi coi giocatori.
Una visione del calcio che lo porrà in aperto contrasto, durante la sua esperienza juventina, con uno dei maggiori fuoriclasse dell'epoca, l'irriverente Omar Sívori. In questo senso, passò agli annali una sua uscita davanti alla stampa, ovvero «Coramini e Sívori, per me sono uguali»; una massima che riassunse al meglio la filosofia heribertiana di squadra – il gruppo prima dei singoli –, paragonando uno sconosciuto ventenne delle giovanili bianconere al ben più famoso Cabezón.

## Carriera

### Giocatore
Herrera iniziò la sua carriera di calciatore in patria con il Nacional, per poi approdare in Spagna all'Atlético Madrid, dove giocò dal 1952 al 1959 prima di dover abbandonare l'attività agonistica a seguito di un incidente di gioco. In precedenza, con la maglia del Paraguay aveva contribuito nel 1953 alla vittoria finale in Copa América contro il Brasile, mentre in seguito disputerà anche una partita tra le file della Spagna, il 10 marzo 1957, contro la Svizzera.

### Allenatore
(Gianfranco Zigoni, 2008)

Herrera festeggia, assieme agli juventini Salvadore e Favalli, la vittoria dello scudetto del 1967, conquistato in rimonta all'ultima giornata.

La carriera di Herrera in panchina prese il via dove aveva trovato conclusione quella da calciatore, in terra iberica, guidando nella prima metà degli anni 1960 compagini di secondo piano come il Rayo Vallecano, il Tenerife, il Granada, il Real Valladolid, l'Espanyol e soprattutto l'Elche, dove consolidò la sua crescente fama. I buoni risultati conseguiti nei campionati spagnoli ne agevolarono l'approdo in Italia, chiamato nel 1964 da una Juventus in cerca di un tecnico caparbio e dai modi intransigenti, per riportare disciplina in uno spogliatoio divenuto alquanto insubordinato.
Herrera rimarrà alla guida dei bianconeri fino al 1969, vincendo con una Juve Operaia priva di fuoriclasse lo scudetto dell'annata 1966-1967 – rimasto nella memoria per il sorpasso all'ultima giornata su una crepuscolare Grande Inter – e, in precedenza, la Coppa Italia della stagione 1964-1965, anch'essa a spese dei nerazzurri; portò inoltre i piemontesi alla finale di Coppa delle Fiere (1965) e, per la prima volta, in semifinale di Coppa dei Campioni (1968).

Herrera all'Inter nel 1970, a colloquio con Facchetti: il biennio in nerazzurro sarà minato da dissidi fra il tecnico e i senatori dello spogliatoio.

Tuttavia, col passare del tempo la piazza juventina si mostrò sempre più insofferente verso la visione di HH2, reo agli occhi dei tifosi di aver «democratizzato» l'aristocratico club sabaudo – non gli verrà perdonato, in particolar modo, l'avallo alla cessione di Omar Sívori, un capriccioso Cabezón per niente ligio alla disciplina richiesta dal paraguaiano –, sicché nel 1969 passò ai rivali dell'Inter, che allenerà fino agli inizi della stagione 1970-1971.
In nerazzurro Herrera ottenne un secondo posto nel campionato del 1969-1970, alle spalle del Cagliari di Gigi Riva, ma anche a Milano il rapporto con la squadra andrà presto a deteriorarsi, con una vera e propria «rivolta» a opera dei senatori interisti culminata in un esonero sul finire del 1970. La sua decennale esperienza italiana si chiuse con le panchine di Sampdoria e Atalanta, prima di un ritorno in Spagna che, nella seconda metà degli anni 1970, lo vide di nuovo a Barcellona ed Elche, oltreché alla guida di Las Palmas e Valencia.
Ci fu infine spazio anche per un breve interregno come commissario tecnico della nazionale paraguaiana, incarico peraltro già ricoperto fugacemente nel corso del quinquennio juventino, prima del definitivo ritiro.

## Statistiche

### Statistiche da allenatore

#### Club
In grassetto le competizioni vinte.
| Stagione         | Squadra          | Campionato       | Campionato | Campionato | Campionato | Campionato | Coppe nazionali | Coppe nazionali | Coppe nazionali | Coppe nazionali | Coppe nazionali | Coppe continentali | Coppe continentali | Coppe continentali | Coppe continentali | Coppe continentali | Altre coppe | Altre coppe | Altre coppe | Altre coppe | Altre coppe | Totale | Totale | Totale | Totale | % Vittorie | Piazzamento |
| Stagione         | Squadra          | Comp             | G          | V          | N          | P          | Comp            | G               | V               | N               | P               | Comp               | G                  | V                  | N                  | P                  | Comp        | G           | V           | N           | P           | G      | V      | N      | P      | %          | Piazzamento |
| ---------------- | ---------------- | ---------------- | ---------- | ---------- | ---------- | ---------- | --------------- | --------------- | --------------- | --------------- | --------------- | ------------------ | ------------------ | ------------------ | ------------------ | ------------------ | ----------- | ----------- | ----------- | ----------- | ----------- | ------ | ------ | ------ | ------ | ---------- | ----------- |
| 1964-1965        | Juventus         | A                | 34         | 15         | 11         | 8          | CI              | 6               | 5               | 1               | 0               | CdF                | 11                 | 6                  | 3                  | 2                  | -           | -           | -           | -           | -           | 51     | 26     | 15     | 10     | 50,98      | 4º          |
| 1965-1966        | Juventus         | A                | 34         | 13         | 16         | 5          | CI              | 2               | 1               | 0               | 1               | CdC                | 2                  | 1                  | 0                  | 1                  | -           | -           | -           | -           | -           | 38     | 15     | 16     | 7      | 39,47      | 5º          |
| 1966-1967        | Juventus         | A                | 34         | 18         | 13         | 3          | CI              | 5               | 3               | 1               | 1               | CdF                | 8                  | 5                  | 1                  | 2                  | -           | -           | -           | -           | -           | 47     | 26     | 15     | 6      | 55,32      | 1º          |
| 1967-1968        | Juventus         | A                | 30         | 13         | 10         | 7          | CI              | 1               | 0               | 1               | 0               | CC                 | 9                  | 4                  | 2                  | 3                  | -           | -           | -           | -           | -           | 40     | 17     | 13     | 10     | 42,50      | 3º          |
| 1968-1969        | Juventus         | A                | 30         | 12         | 11         | 7          | CI              | 5               | 2               | 2               | 1               | CdF                | 4                  | 2                  | 1                  | 1                  | -           | -           | -           | -           | -           | 39     | 16     | 14     | 9      | 41,03      | 5º          |
| Totale Juventus  | Totale Juventus  | Totale Juventus  | 162        | 71         | 61         | 30         |                 | 19              | 11              | 5               | 3               |                    | 34                 | 18                 | 7                  | 9                  |             | -           | -           | -           | -           | 215    | 100    | 73     | 42     | 46,51      |             |
| 1969-1970        | Inter            | A                | 30         | 16         | 9          | 5          | CI              | 7               | 3               | 1               | 3               | CdF                | 10                 | 6                  | 1                  | 3                  | -           | -           | -           | -           | -           | 47     | 25     | 11     | 11     | 53,19      | 2º          |
| lug.-nov. 1970   | Inter            | A                | 5          | 0          | 2          | 3          | CI              | 3               | 0               | 1               | 2               | CdF                | 2                  | 0                  | 1                  | 1                  | -           | -           | -           | -           | -           | 10     | 0      | 4      | 6      | &0,00      | Eson.       |
| Totale Inter     | Totale Inter     | Totale Inter     | 35         | 16         | 11         | 8          |                 | 10              | 3               | 2               | 5               |                    | 12                 | 6                  | 2                  | 4                  |             | -           | -           | -           | -           | 57     | 25     | 15     | 17     | 43,86      |             |
| 1971-1972        | Sampdoria        | A                | 30         | 8          | 12         | 10         | CI              | 4               | 2               | 1               | 1               | -                  | -                  | -                  | -                  | -                  | -           | -           | -           | -           | -           | 34     | 10     | 13     | 11     | 29,41      | 8º          |
| 1972-1973        | Sampdoria        | A                | 30         | 5          | 14         | 11         | CI              | 4               | 0               | 3               | 1               | -                  | -                  | -                  | -                  | -                  | -           | -           | -           | -           | -           | 34     | 5      | 17     | 12     | 14,71      | 12º         |
| Totale Sampdoria | Totale Sampdoria | Totale Sampdoria | 60         | 13         | 26         | 21         |                 | 8               | 2               | 4               | 2               |                    | -                  | -                  | -                  | -                  |             | -           | -           | -           | -           | 68     | 15     | 30     | 23     | 22,06      |             |
| nov. 1973-1974   | Atalanta         | B                | 32         | 9          | 13         | 10         | CI              | 6               | 1               | 0               | 5               | -                  | -                  | -                  | -                  | -                  | -           | -           | -           | -           | -           | 38     | 10     | 13     | 15     | 26,32      | Sub. 11º    |
| lug.-mag. 1974   | Atalanta         | B                | 8          | 2          | 3          | 3          | CI              | 4               | 0               | 3               | 1               | -                  | -                  | -                  | -                  | -                  | -           | -           | -           | -           | -           | 12     | 2      | 6      | 4      | 16,67      | Eson.       |
| Totale Atalanta  | Totale Atalanta  | Totale Atalanta  | 40         | 11         | 16         | 13         |                 | 10              | 1               | 3               | 6               |                    | -                  | -                  | -                  | -                  |             | -           | -           | -           | -           | 50     | 12     | 19     | 19     | 24,00      |             |
| Totale carriera  | Totale carriera  | Totale carriera  | -          | -          | -          | -          |                 | -               | -               | -               | -               |                    | -                  | -                  | -                  | -                  |             | -           | -           | -           | -           | 0      | 0      | 0      | 0      | —          |             |

## Palmarès

### Giocatore
- Coppa America: 1

Paraguay: 1953

### Allenatore
- Coppa Italia: 1

Juventus: 1964-1965
- Campionato italiano: 1

Juventus: 1966-1967